# Vadstena baptistförsamling
Vadstena baptistförsamling var en församling i Vadstena i Vadstena kommun. Församlingen var ansluten till Örebromissionen.

## Historik
Vadstena baptistförsamling bildades 1886 av 11 personer i Vadstena. Den 12 november 1905 invigdes församlingens nya kyrka Betaniakapellet på Motalagatan. 1955 byggdes kyrkan om och bytte namn till Betaniakyrkan. På 1960-talet bestod församlingen av cirka 160 medlemmar. Den 1 januari 1995 slogs församlingen samman med  Vadstena missionsförsamling och bildade Vadstena frikyrkoförsamling. Samma år såldes kyrkan.

## Församlingens kyrkor
- Betaniakyrkan